# Seven Deadly Sins: My Pursuit of Lance Armstrong
Seven Deadly Sins: My Pursuit of Lance Armstrong est un livre publié en 2012 par David Walsh, journaliste au Sunday Times. Dans ce livre, Walsh illustre son combat de treize ans pour faire ressortir la vérité au sujet du coureur cycliste Lance Armstrong et de ses pratiques de dopage. Les travaux de Walsh ont été confirmés lors des aveux du coureur. Armstrong s'est vu retirer notamment ses sept victoires au Tour de France et être banni du cyclisme à vie. Les sept victoires d'Armstrong dans le Tour de France y sont notamment décrites comme ses « Seven Deadly Sins » (ses sept péchés capitaux en anglais). Le livre est sorti le 13 décembre 2012. En 2015, une adaptation cinématographique du livre est réalisée : The Program. Le film a rapporté 3,3 millions de dollars dans le monde.

## Récompenses
| Cérémonie/récompense    | Prix                                   | Récompense |
| ----------------------- | -------------------------------------- | ---------- |
| 2013 Irish Book Awards, | RTÉ Television Sports Book of the Year | Lauréat    |
| William Hill award      | William Hill Sports Book of the Year   | Nomination |